# Anciens moulins à eau de Ménétréol-sous-Sancerre
Les anciens moulins à eau de Ménétréol-sous-Sancerre sont des moulins à eau situés dans la commune de Ménétréol-sous-Sancerre, dans le département du Cher, en France.

## Historique
Les anciens moulins banaux, possessions de l’Abbaye de Saint-Satur, attestés depuis le XIIIe siècle, sont ruinés au cours de la guerre de Cent ans. 
Au XVIIe siècle, ils appartiennent au prince de Condé, comte de Sancerre, qui entreprend en 1634 d’importants travaux de restauration sur les 3 moulins. Au 4e quart du XVIIe siècle, percement d’un canal pour amener l’eau de la rivière de la Forge (déviation de la rivière du Boisseau) dans le bief des moulins de Ménétréol.  
En 1706, les moulins sont « en grande partie abattus… la chaussée est rompue et ouverte… les eaux du bief s’écoulent dans les chemins… ». La princesse de Conti, détentrice des moulins, fait réparer, en 1728, le bief et la chambre du meunier. 
D'après l'extrait du plan des terres des Aubelles, (an XII-1804), le bâtiment du moulin couvrait alors le bief. Il est fait mention alors de 3 roues qui correspondent au moulin d’en haut, moulin du milieu et moulin d’en bas. Une chute d'eau, d'un dénivelé de 4 à 5 mètres, actionnait la roue du moulin de Ménétréol. 
En 1842, les moulins sont reconstruits et en 1864, Armand de Crussol, duc d’Uzès fait installer un système anglais. Il n’est alors fait mention que du vieux moulin et du moulin neuf. Une roue à palettes actionnait 4 paires de meules. Deux déversoirs étaient situés très en amont, sur les communes de Saint-Bouize et Thauvenay. Le moulin restera en activité jusqu’à la fin du XIXe siècle.

## La rigole d'alimentation
En 1896, l'État achète l'ancien moulin ainsi que de le bief du Boisseau pour le reconfigurer en rigole d'alimentation du canal latéral à la Loire. Les travaux sont effectués la même année sous la direction de l'ingénieur en chef Léonce-Abel Mazoyer. 
En aval de la chute de l'ancien moulin, l'eau passait, jusqu'en 1896, dans un reversoir déversoir pour rejoindre la Vauvise. Non navigable, elle conduit les eaux déviées de la rivière du Boisseau vers le canal latéral à la Loire.  La dérivation a son origine au déversoir de la Gavroche (Saint-Bouize) et se termine à la rivière de la Vauvise, en face du bourg de Ménétréol-sous-Sancerre. La longueur totale de la rigole d'alimentation est de 5,75 km pour 3 mètres environ de large.
La rigole comprend 7 ponts et 3 déversoirs : le pont du Gué Saint-Martin, le pont de Saint-Bouize, le pont des Rousseaux, le pont du Gué d'Argent, le pont de Thauvenay, le pont de Sainte-Marie, le pont de Ménétréol, le déversoir de la Gavroche, le déversoir de Thauvenay et le déversoir de Ménétréol. Les ponts actuels ne présentent aucun intérêt particuliers et ont été reconstruits à la fin du XIXe siècle voire au XXe siècle.
Après la chute de l'ancien moulin, l'eau passe sous le canal latéral au moyen d'un aqueduc siphon pour accéder à la Vauvise.

## Fiche technique
- Gros-œuvre : pierre
- État : état moyen
- Propriété: publique
- Édifice non protégé MH
- Rénovation : avril 2008